# Función Schur-convexa
En matemáticas, una función de Schur-convexa, también conocida como S-convex, función isotónica y función de preservación de orden es una función {\displaystyle f:\mathbb {R} ^{d}\rightarrow \mathbb {R} } para todo {\displaystyle x,y\in \mathbb {R} ^{d}} tal que {\displaystyle x} está mayorizado por {\displaystyle y}, uno tiene eso {\displaystyle f(x)\leq f(y)}. El nombre proviene de Issai Schur, Schur-convex funciones se utilizan en el estudio de la especialización. Cada función que es convexa y simétrica también es Schur-convexa. La implicación opuesta no es verdadera, pero todas las funciones de Schur-convex son simétricas (bajo permutaciones de los argumentos). Asimismo, una función f es 'Schur-cóncava' si su negativo, - f , es Schur-convexa.

## Criterio de Schur-Ostrowski
Si f es simétrica y todas las primeras derivadas parciales existen, entonces f es Schur-convexa si y solo si
{\displaystyle (x_{i}-x_{j})\left({\frac {\partial f}{\partial x_{i}}}-{\frac {\partial f}{\partial x_{j}}}\right)\geq 0} for all {\displaystyle x\in \mathbb {R} ^{d}}
se mantiene para todo 1≤i≠j≤d.

## Ejemplos
- {\displaystyle f(x)=\min(x)} es Schur-cóncavo mientras {\displaystyle f(x)=\max(x)} s Schur-convexo. Esto se puede ver directamente desde la definición.
- La función de entropía de Shannon {\displaystyle \sum _{i=1}^{d}{P_{i}\cdot \log _{2}{\frac {1}{P_{i}}}}} es Schur-cóncavo.
- La función de entropía de Rényi también es Schur-cóncava.
- {\displaystyle \sum _{i=1}^{d}{x_{i}^{k}},k\geq 1} es schur-convexa.
- La función {\displaystyle f(x)=\prod _{i=1}^{n}x_{i}} es Schur-cóncava, cuando asumimos que todo {\displaystyle x_{i}>0}. De la misma manera, todas las funciones simétricas elementales son Schur-cóncavas, cuando  {\displaystyle x_{i}>0}.
- Una interpretación natural de la mayorización es que si {\displaystyle x\succ y} entonces {\displaystyle x} es menos esparcido que {\displaystyle y}. Por lo tanto, es natural preguntar si las medidas estadísticas de variabilidad son Schur-convexas. La varianza y la desviación estándar son funciones Schur-convexas, mientras que la desviación absoluta mediana no lo es.